# Église Parole de Vie
L’Église Parole de Vie (suédois : Livets Ord) est une association chrétienne évangélique internationale d'églises néo-charismatiques, dont le siège est une megachurch située à Uppsala, Suède. L’église compte 3 000 membres. L'église est dirigée par le pasteur Joakim Lundqvist, depuis 2013.

## Histoire
L'église ainsi qu’un institut biblique ont été fondés à Uppsala par Ulf Ekman le 24 mai 1983. En 1987, elle a fait la dédicace de son nouveau bâtiment à Uppsala . En 2000, Robert Ekh est devenu pasteur principal, alors qu’Ulf Ekman a commencé à travailler sur la croissance des activités internationales de l'église. En 2012, elle a fondé Word of Life International, une association internationale d'églises qu'elle a fondées. En 2013, Joakim Lundqvist est devenu le pasteur principal. L'église a également fondé des écoles primaires . De 2006 à 2023, l’église d’Uppsala aurait eu une moyenne de 3 000 membres ,. En 2023, Word of Life International aurait contribué à la création de 1 000 églises .

## Croyances
L'église a une confession de foi néo-charismatique .

## Critiques
En novembre 2015, l’église a été critiquée dans un épisode télévisé de Uppdrag granskning, notamment par l’exigence d’Ulf Ekman d’être payé en comptant lors de ses interventions dans des églises, sa culture du silence refusant toute critique et son insistance sur de multiples offrandes, en plus de la dîme. Le pasteur Joakim Lundqvist a confirmé que la faible culture de dialogue et l’insistance sur de multiples offrandes avaient bien été des problèmes, mais que l’Église avait mis en place de nouvelles politiques au fil des années et que ces problèmes n’étaient donc plus d’actualité.